# 片岡弓八
片岡 弓八（かたおか ゆみはち、1884年（明治17年）5月15日 - 1958年（昭和33年）10月2日）は、日本の船員。船員から潜水業に転じ、海洋サルベージで名を成した。香川県綾歌郡陶村九十原（現・綾川町陶）出身。

## 経歴
細谷鈴吉を父として生まれる。1900年（明治33年）12月に上京し、1907年（明治40年）9月に東京高等商船学校を卒業。卒業後は東洋汽船に就職し、天洋丸に乗務した。4年後に東洋汽船を退社すると、トロール船による漁業を手がけた。
1913年（大正2年）、東京高等水産講習所の教官に招聘され、練習船の船長となる。同年、片岡家を相続し、片岡弓八となる。1914年（大正4年）、第一次世界大戦勃発に際してフランスの傭船となった帝国丸に船長として乗務。主な任務は大西洋での戦時輸送であった。
帝国丸を下りて休養していた折に、長崎県の潜水士・渡辺理一が持ち込んだ「大串式潜水器」に興味を示し、1918年（大正7年）には「東京潜水株式会社」を設立する。アラフラ海の木曜島で潜水器による真珠採取が可能かという相談を受けた片岡は、1922年（大正11年）4月に渡辺理一らと現地に赴き、試験操業に成功した。1924年（大正13年）3月に日本深海工業株式会社を設立し、海難事故救助に従事した。
1925年（大正14年）8月7日、第一次世界大戦中の1915年12月（4月21日とも）にドイツ海軍のUボートの雷撃により地中海に沈んだ八坂丸（船長・山脇武夫）の潜水調査をおこない、積まれていた金貨9991枚10万ポンドの引き上げに成功する（ただし、作業に当たった潜水士は全員が潜水病を罹患し、うち1人は死亡した）。この事業を成功させた片岡は「潜水王」「深海王」と称されたという。
1955年（昭和30年）4月、太平洋戦争中に台湾海峡でアメリカ海軍の潜水艦により沈められた阿波丸の積み荷引き上げを準備していた折に病を発し、1958年10月2日に自宅で没した。

## 関連書籍
- 山田道幸『海底の黄金―片岡弓八と沈船・八坂丸』講談社、1985年7月　ISBN 978-4062022439